# Britt McKillip
Britt Analisa McKillip (Vancouver, 18 gennaio 1991) è un'attrice e doppiatrice canadese.

## Filmografia

### Cinema
- Mission to Mars, regia di Brian De Palma (2000)
- La vendetta di Halloween (Trick 'r Treat), regia di Michael Dougherty (2007)
- Asso di cuori (Ace of Hearts), regia di David Mackay (2008)

- Dead Like Me - La vita dopo la morte (Dead Like Me: Life After Death), regia di Stephen Herek (2009)
- Daddy's Girl, regia di Julian Richards (2018)

### Televisione
- Una stella a quattro zampe (In the Doghouse), regia di George Miller – film TV (1998)
- Vertigini (Don't Look Down), regia di Larry Shaw – film TV (1998)
- Tesoro, mi si sono ristretti i ragazzi (Honey, I Shrunk the Kids: The TV Show) – serie TV, episodio 2x06 (1998)
- You, Me and the Kids – serie TV, episodio 1x07 (1998)
- Oltre i limiti (The Outer Limits) – serie TV, episodi 4x15-5x04 (1998-1999)
- Ratz, regia di Thom Eberhardt – film TV (2000)
- Special Delivery, regia di Mark Jean – film TV (2000)
- Yo Awesome Awesome! – serie TV, episodio 2x02 (2001)
- Night Visions – serie TV, episodi 1x13-1x14 (2001)
- Un killer per Lucinda (Brother's Keeper), regia di John Badham – film TV (2002)
- L'eredità di Michael (Due East), regia di Helen Shaver – film TV (2002)
- Breaking News – serie TV, episodio 1x01 (2002)
- Dead Like Me – serie TV, 26 episodi (2003-2004)
- Bob - Un maggiordomo tutto fare (Bob the Butler), regia di Gary Sinyor – film TV (2005)
- FBI: Negotiator, regia di Nicholas Kendall – film TV (2005)
- Holiday Wishes, regia di David Weaver – film TV (2006)
- Desperate Hours: An Amber Alert, regia di George Mendeluk – film TV (2008)
- R. L. Stine's The Haunting Hour – serie TV, episodio 2x15 (2012)
- Tornando a casa per Natale (Coming Home for Christmas), regia di Vanessa Parise – film TV (2013)
- Frequency – serie TV, 5 episodi (2016-2017)
- Amicizia fatale (Best Friend's Betrayal), regia di Danny J. Boyle – film TV (2019)
- Poisoned in Paradise: A Martha's Vineyard Mystery, regia di Mark Jean – film TV (2021)